# Pleogynopteryx
Pleogynopteryx är ett släkte av fjärilar. Pleogynopteryx ingår i familjen mätare.
Kladogram enligt Catalogue of Life:
| Pleogynopteryx | \| \| Pleogynopteryx amurensis \| \| \| \| \| \| Pleogynopteryx bituminaria \| \| \| \| \| \| Pleogynopteryx reddensis \| \| \| \| \| \| Pleogynopteryx tenebricosa \| \| \| \| |
|                | \| \| Pleogynopteryx amurensis \| \| \| \| \| \| Pleogynopteryx bituminaria \| \| \| \| \| \| Pleogynopteryx reddensis \| \| \| \| \| \| Pleogynopteryx tenebricosa \| \| \| \| |
|                | Pleogynopteryx amurensis |
|                | |
|                | Pleogynopteryx bituminaria |
|                | |
|                | Pleogynopteryx reddensis |
|                | |
|                | Pleogynopteryx tenebricosa |
|                | |